# Sceptonia thaya
Sceptonia thaya is een muggensoort uit de familie van de paddenstoelmuggen (Mycetophilidae). De wetenschappelijke naam van de soort is voor het eerst geldig gepubliceerd in 2004 door Sevcik.